# Eriosyce simulans
Eriosyce simulans là một loài thực vật có hoa trong họ Cactaceae. Loài này được (F.Ritter) Katt. mô tả khoa học đầu tiên năm 2001.